# Hallerwiese
Hallerwiese – park w Norymberdze w dzielnicy St. Johannis na północ od rzeki Pegnitz i na zachód od murów miejskich, założony w XV wieku. Miasto nabyło łąki w 1434 od rodziny patrycjuszów Hallerów. Pierwotnie teren służył mieszkańcom do wypasu bydła oraz do ćwiczeń strzeleckich, a potem do rekreacji. Po południowej stronie rzeki znajduje się park Kontumazgarten.

## Źródła
- Ursula Gölzen: Hallerwiese und Kontumazgarten – Parkanlagen mit Tradition. In: Gudrun Vollmuth: Gärten und Gärtla in und um Nürnberg. Ein Lesebuch nicht nur für Gärtnerinnen und Gärtner. Verlag Walter E. Keller, Treuchtlingen 1995, ISBN 3-924828-67-9, S. 48–50.